# Алехандро Агустін Лануссе
Алеха́ндро Агусті́н Лану́ссе (ісп. Alejandro Agustín Lanusse; 28 серпня 1918  — 26 серпня 1996) — аргентинський військовик, який фактично обіймав посаду президента Аргентини з 22 березня 1971 по 25 травня 1973 року.

## Кар'єра
Закінчивши в 1938 році військову академію, він очолив підрозділ супроводження президента у полку кінної артилерії. У 1951 році його було засуджено до довічного ув'язнення за участь у спробі державного перевороту проти уряду Хуана Перона. Був звільнений в 1955 році після революції Лібертадора, військового повстання, яке скинуло режим генерала Перона і встановило військову диктатуру. Цей режим пробув при владі з 1955 до 1958 року. У 1956 році його було призначено на посаду посла у Ватикані. У 1960 році він став заступником директора вищого військового училища, а згодом — командувачем Першої броньованої кавалерійської дивізії. У 1962 році він узяв участь у скиданні президента Артуро Фрондісі, а у 1966 підтримав генерала Хуана Карлоса Онганія у вигнанні президента Артуро Ільїя. У 1968 році Лануссе став головнокомандувачем збройних сил країни.

## Президентство
Лануссе став президентом Аргентини в 1971 році. За час свого правління він встановив дипломатичні відносини з Китаєм. Він мав постійні труднощі, пов'язані зі зростанням опозиційної активності. Багатьох політичних супротивників було ув'язнено, а Лануссе вирішив розпочати співпрацю з Монтонерос (пероністський рух). 22 серпня 1971 року декілька політв'язнів здійснили спробу втечі з військово-морської бази у Патагонії, за що їх було миттєво страчено без суду й слідства. У 1973 році президентські вибори виграв Ектор Кампора.

## Пізні роки
У 1985 році Лануссе опублікував свою автобіографію, в якій засудив порушення прав людини, що мали місце під час Брудної війни. У 1994 році його було узято під домашній арешт за критику президента Карлоса Менема у журнальній статті.